# Obsolescencia laboral

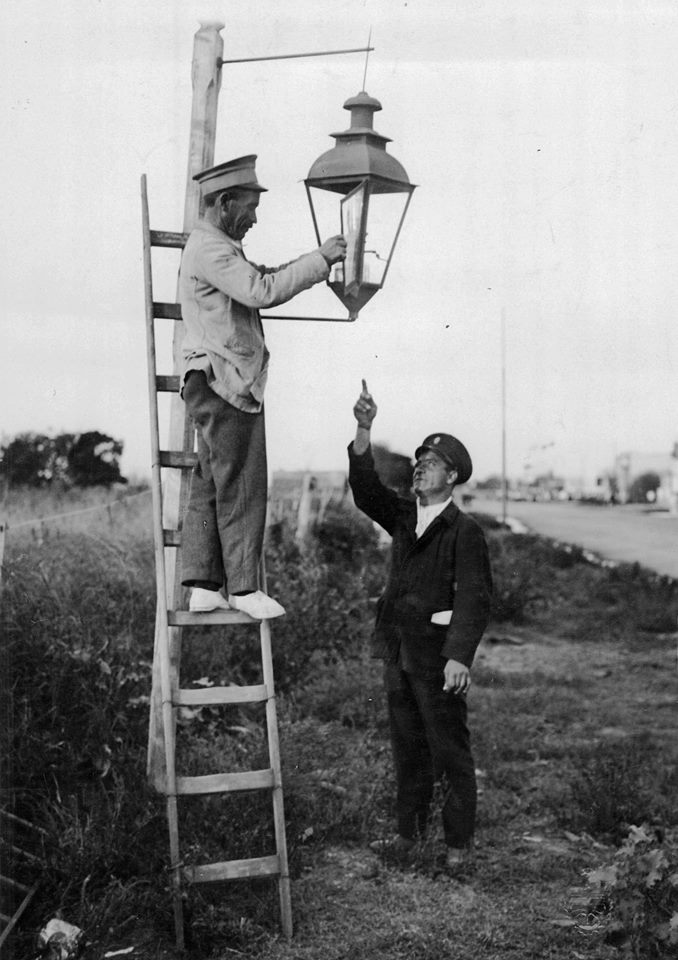
Fotografía del apagado del último farol a gas del alumbrado público de Buenos Aires en 1931. El oficio de farolero fue reemplazado por obsolescencia laboral.

La obsolescencia laboral u obsolescencia ocupacional hace referencia al proceso en el cual una ocupación pierde su campo de trabajo o disminuye su competitividad. Este tipo de obsolescencia se debe a diversos factores, entre los que se cuentan el desarrollo de nuevas tecnologías que reemplazan las actividades realizadas por los humanos u oficios dedicados a objetos que ya dejan de ser producidos por reducción de costos o eficiencia.

## Obsolescencia del empleo
Algunos oficios han quedado obsoletos tras la aparición de nuevas tecnologías. Un caso de ellos fue el del farolero, el cual fue desapareciendo en la medida que aparecieron las lámparas eléctricas en el alumbrado público. A fin de evitar el desempleo, los trabajadores son instados a mantenerse al tanto sobre las proyecciones en el tiempo que tiene la ocupación que desempeñan, así como también a considerar la innovación en lo que realizan.

## Obsolescencia de competencias

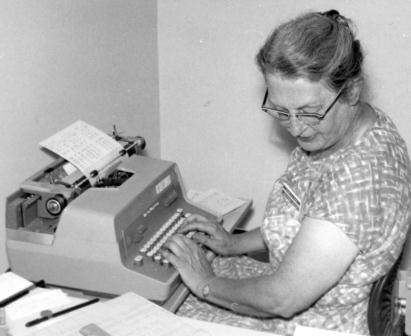
Con la aparición de la computación, el oficio de mecanógrafo en máquinas de escribir fue reemplazado por la escritura en ordenadores

Debido a la rápida evolución del mercado de trabajo, esto trae consigo un incremento y cambios en las competencias laborales de quienes desempeñan una función en un trabajo determinado. Un claro ejemplo de la pérdida de competencias en informática, es cuando van apareciendo nuevas versiones de paquetes ofimáticos con más funciones, por lo que los usuarios oficinistas deben mantenerse capacitados en dichas actualizaciones. 
Que una persona se mantenga al día en dichas competencias, ya sea a través de una educación por extensión constante o una capacitación específica y puntual, aumenta su empleabilidad y la seguridad del empleo, evitando así su despido y mejorando su productividad. El Centro Europeo para el Desarrollo de la Formación Profesional (Cedefop), recomienda que todas las partes involucradas en un proceso productivo, llámese empleados y empleadores, deben tomar parte activa y hacerse responsables frente a la obsolescencia de competencias.
El experto en tecnología educativa estadounidense, Roger Kaufman (1932-2020), definió en 1974 la obsolescencia de competencias como «la medida en que los profesionales carecen de las competencias y conocimientos actualizados», agrupándolos en dos tipos:
- Obsolescencia de competencias físicas: relacionadas con el desgaste, atrofia y deterioro natural que disminuye el rendimiento físico de una persona.
- Obsolescencia de competencias intelectuales: cuando las habilidades y conocimientos, así como también otros recursos, como la técnica y la experiencia, pierden relevancia o ya no son necesarios.

Las obsolescencia relacionada con las competencias físicas producto del envejecimiento humano, suelen ser reemplazadas con el recambio generacional.